# TypeMatrix
 (décembre 2014).
Si vous disposez d'ouvrages ou d'articles de référence ou si vous connaissez des sites web de qualité traitant du thème abordé ici, merci de compléter l'article en donnant les références utiles à sa vérifiabilité et en les liant à la section « Notes et références ».
TypeMatrix est un clavier d'ordinateur ergonomique dont l’alignement des touches est orthogonal. Ceci permet d’avoir une précision de frappe plus élevée ainsi que de réduire la torsion du poignet,,,,
L’entreprise, implantée à Santa Barbara en Californie, a été fondée par Henry Webber en 1990.
Le clavier TypeMatrix existe sous deux modèles : 2020 et 2030.
Le modèle 2030 est vendu avec les touches imprimés et une skin en silicone, destinée à recouvrir le clavier, dont les dispositions de clavier QWERTY, Dvorak, Dvorak-fr, bépo et vierge (sans aucun signe sur les touches).

## Caractéristiques ergonomiques
- Les touches très utilisées Entrée et Retour arrière ont été déplacées de l’auriculaire à l’index sous forme de larges touches centrales.
- Les claviers TypeMatrix sont conçus pour être de petite taille ainsi que pour réduire la distance qui sépare le clavier de la souris. Ceci dans un but de réduire les stress de bras et d’épaule.
- Les touches Fn et Ctrl sont activables avec les parties des paumes de mains formant une intersection entre l’auriculaire et la paume.
- Les touches directionnelles sont placées sous l’index et le majeur de la main droite en combinaison avec la touche Fn.
- Les touches supplémentaires, activables avec la Fn, couper, copier-coller sont accessibles avec le pouce de la main gauche.

### liens externes
- (en) Site officiel